# 月布川
月布川（つきぬのがわ）は、山形県西村山郡大江町を流れる、最上川水系最上川支流の一級河川である。

## 地理
山形県西村山郡大江町町域の西端にあたる小朝日岳を水源とする。北東に向かった後、同町内柳川附近で東へ流れを変え、町域を横断し、町内左沢で最上川に合流する。
中流部にあたる月布地区の河岸周辺ではベントナイトが産出される。

## 語源
江戸時代には月布の豪商・大庄屋大泉家が、月布川の管理権を握っていたので、いつの間にか漆川が月布川と呼ばれるようになった。

## その他
- 2020年7月28日、停滞した梅雨前線と低気圧による記録的な大雨で氾濫し、大江町の左沢地区が浸水被害を受けた[3]。
- 大江町まちなか交流館ATERAで販売されているコーヒー、「月布ブレンド」の名前の由来となっている。[4]

## 流域の自治体
山形県
西村山郡大江町

## 支流
（上流より記載）
- 徳沢川
- 大瀬川
- 小柳川
- 小清川
- 取の木沢川
- 小釿川
- 梵字川
- 所部川
- 猿田沢川
- 市の沢川